# Wangay Dorji
Wangay Dorji (ur. 9 stycznia 1974 w Thimphu) – bhutański piłkarz występujący na pozycji pomocnika.
30 czerwca 2002 w wygranym 4:0 towarzyskim meczu reprezentacji Bhutanu z reprezentacją Montserratu strzelił hat tricka.